# 克里斯托弗·韦伯
克里斯托弗·韦伯（德語：Christopher Weber，1991年10月5日—），德国男子雪车运动员。他曾代表德国参加2018年和2022年冬季奥林匹克运动会雪车比赛，其中2022年冬季奥运会获得一枚银牌。